# Station Charcot
La station Charcot est une ancienne base scientifique française située en Terre Adélie (Antarctique oriental), à 320 km au sud de la base Dumont-d'Urville.
Établie en janvier 1957 à 2 400 m d'altitude à l'intérieur du continent à l'occasion de l'Année géophysique internationale (1957-1958), elle était destinée à des études de géomagnétisme, de glaciologie et de météorologie. Elle a été fermée en janvier 1959.

## Toponymie
Le nom de la station honore la mémoire de Jean-Baptiste Charcot (1867-1936), médecin français et explorateur des zones polaires antarctiques et arctiques. À bord du Français, Charcot et son équipage hivernèrent en 1903-1905 au large de la péninsule antarctique. Cette expérience fut renouvelée en 1908-1910 à bord du Pourquoi-Pas ?

## Historique

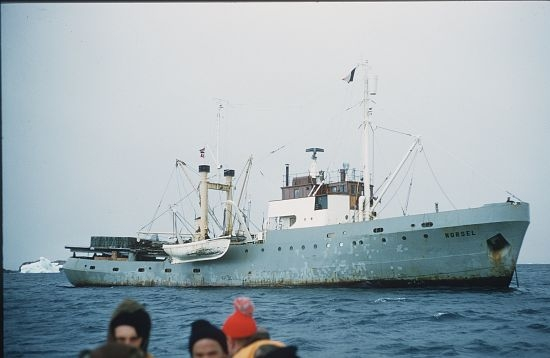
Le Norsel en Terre Adélie lors du débarquement de l'expédition préparatoire 1955-1957.

Pour un article plus général, voir Terre Adélie.

### Contexte
À l'occasion de l'Année géophysique internationale (A.G.I.) de 1957-1958, la France se propose d'établir deux bases scientifiques en Terre Adélie : la base Dumont-d'Urville sur la côte du continent antarctique (20 hivernants), et la station Charcot sur le continent lui-même (3 hivernants). Les Expéditions polaires françaises–missions Paul-Émile Victor (E.P.F.) sont chargées de mener à bien ce programme.
Entre 1955 et 1957, c'est Robert Guillard qui, à la tête d'une expédition préparatoire, établit les deux bases de l'A.G.I. Le Norsel (en), un phoquier norvégien, débarque les quatorze hommes de l’expédition en janvier 1956 dans l'archipel de Pointe-Géologie, lieu d'un précédent hivernage en 1952. La construction de la base côtière est faite sans tarder, et les deux premiers bâtiments de Dumont-d'Urville se trouvent implantés quelques mois plus tard sur les hauteurs de l'île des Pétrels,. Reste à établir la petite station Charcot.

### Construction de la station

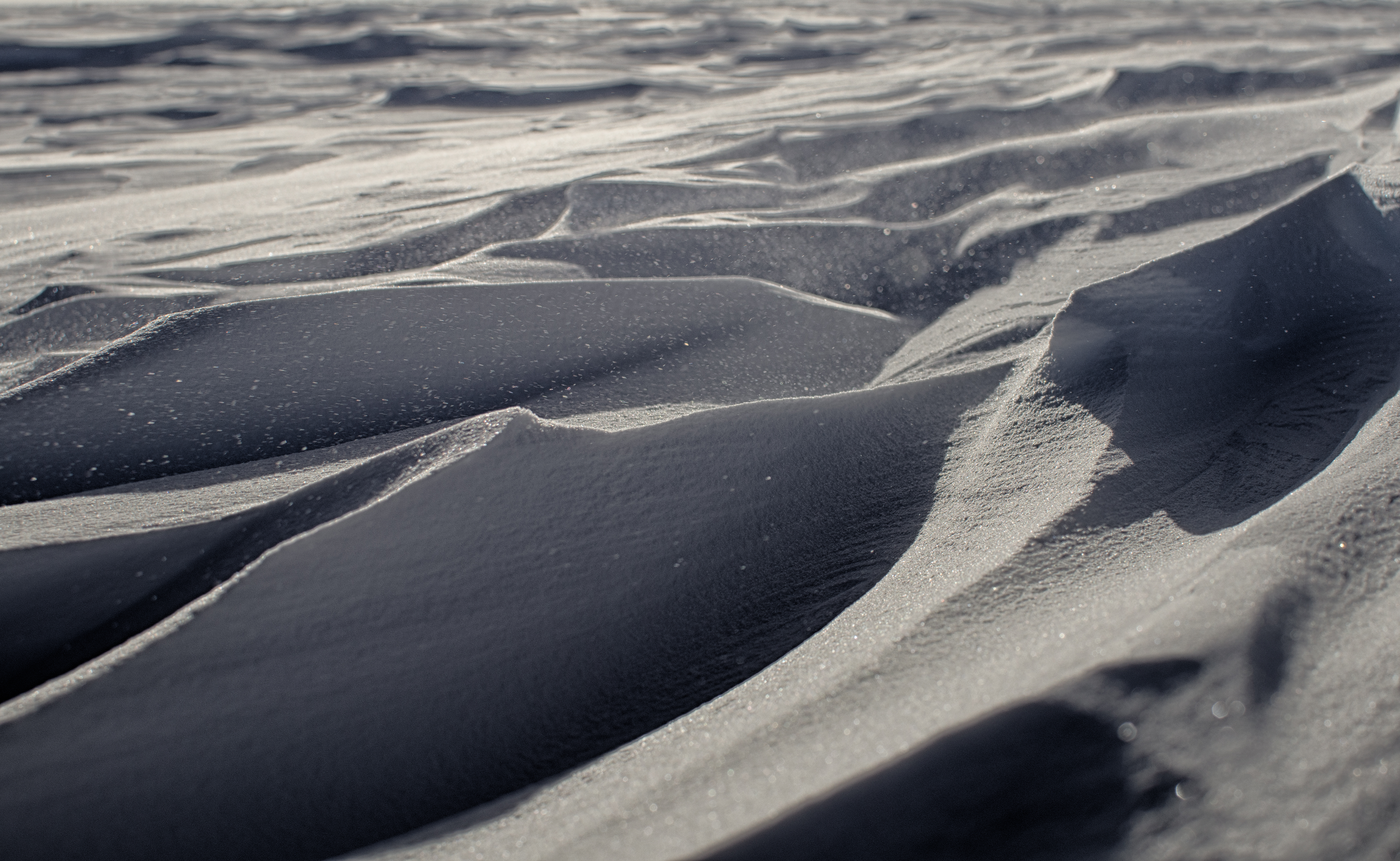
Zone de sastrugi sur le plateau antarctique.

Guillard part vers le sud début octobre 1956 avec six coéquipiers dans quatre véhicules chenillés. Ils mettent près de trois mois pour acheminer à 320 km de distance sur le plateau antarctique 40 tonnes de matériel jusqu'à 2 400 m d'altitude,,. Ils parcourent ainsi 2 500 km en plusieurs aller-retours dans des zones de sastrugi atteignant souvent 1 m de creux. Il était initialement prévu d'aller 200 km encore plus au sud, mais le programme a pris du retard en raison de conditions climatiques exécrables, et le temps est compté.
Fin décembre 1956, en une semaine d'efforts, les sept hommes creusent une excavation de 7 m sur 5 et de plus de 2 m de profondeur, d'abord dans le névé, puis à la barre à mine dans une glace dure comme la pierre. Après avoir été assemblés en surface, les trois éléments de tôle formant la « baraque » d'hivernage de la station Charcot sont glissés au fond du trou. Le travail terminé, seule dépasse de la glace la cheminée du poêle.
Yves Vallette, ingénieur-conseil des E.P.F., a conçu cette baraque de 24 m2 en lui donnant une forme hémicylindrique de façon à résister au mieux à la pression de glace et de neige accumulée à son sommet. À la vitesse d'environ 1 mm par jour, soit près de 40 cm par an, elle est censée couler dans la glace en raison de la plasticité de cette dernière. Les parois sont constituées par un sandwich d'alliage léger et de polychlorure de vinyle excluant tout pont thermique, technique empruntée à l'industrie aéronautique et très innovante à l'époque.
La première équipe d'hivernage passera plusieurs mois à creuser des galeries horizontales dans les parois extérieures pour y stocker provisions et matériel, et pour y installer les magnétomètres, microscopes et appareils de mesure utilisés en glaciologie. Un conduit d'air vertical, qui débouche à quelques mètres au-dessus du niveau de la neige, assure l'aération, tandis qu'une éolienne est censée — quand le blizzard ne la bloque pas — alimenter la station en électricité. La station est déclarée ouverte le 1er février 1957, soit cinq mois avant la date officielle de début de l'A.G.I. Une tour de micrométéorologie de 15 m de haut sera érigée au cours de l'hiver 1957.

### Une mission stratégico-scientifique
Sur les 48 bases installées en Antarctique par douze pays lors de l'A.G.I., seules la base américaine Amundsen-Scott située au pôle Sud, la base soviétique Vostok située au pôle Sud géomagnétique (et proche du pôle Sud d'inaccessibilité), la station britannique South Ice (en) en terre d'Edith-Ronne, et la station Charcot permettent des hivernages à l'intérieur du continent. Pour Bertrand Imbert, chef des opérations du côté français, il s'agit de démontrer le savoir-faire technologique français en la matière, précédemment acquis au Groenland, et d'affirmer les ambitions géopolitiques de la France en Antarctique.
Mais le lieu d'implantation de la station Charcot est également symbolique : c'est à cette époque celui du pôle Sud magnétique, et la station est dotée de magnétomètres performants permettant notamment la mesure de la très faible composante horizontale du champ magnétique en cet endroit. Par ailleurs, lors d'un hivernage effectué à Port-Martin en 1951, l'allemand Fritz Loewe (en) — qui avait hiverné avec Alfred Wegener à la station Eismitte au centre du Groenland en 1930-1931 — avait convaincu Imbert de l'intérêt glaciologique et météorologique d'observations de longue durée sur un inlandsis. C'est ainsi que le programme de glaciologie établi pour la station Charcot tente de répondre à la question : pourquoi fait-il si froid en Antarctique ? À cet effet, les échanges thermiques entre la basse atmosphère et la surface enneigée sont enregistrés, et des carottages sont pratiqués pour étudier les variations de texture de la glace en profondeur. Le programme de météorologie comprend les traditionnelles observations de pression, vitesse et direction du vent, température, humidité et état du ciel.
La station Charcot va permettre deux hivernages successifs, chacun comprenant trois hommes isolés du reste du monde pendant près d'un an dans une « baraque » où les 8 °C sont péniblement atteints. Les conditions sont extrêmement précaires : durant l'hiver 1957, une panne d'éolienne rompt même toute communication radio avec Dumont-d'Urville pendant cinq longues semaines. 
Faute de crédits pour poursuivre les observations, la station est fermée le 4 janvier 1959,.

### Composition des équipes d'hivernage
- 1er hivernage (1957) : Jacques Dubois (radio et météo, chef de mission), Claude Lorius (glaciologie) et Roland Schlich (géomagnétisme)[24]
- 2d hivernage (1958) : René Garcia (radio et météo, chef de mission), Henri Larzillière (géomagnétisme) et Guy Ricou (glaciologie)[25]

## Postérité
- L'administration postale des Terres australes et antarctiques françaises a émis plusieurs timbres représentant la station :
  - en 1981 (5 F brun, violet et bleu, poste aérienne, no PA 65 Y&T), pour son 25e anniversaire[26] ;
  - en 1995 (15 F polychrome, poste aérienne, no PA 135 Y&T), d'après le tableau L'Au revoir des hivernants de la station Charcot de Wally Herbert[19] ;
  - en 1997 (1 F rouge, bleu et noir, no 225 Y&T), pour le 50e anniversaire des E.P.F.[27]

- Les films documentaires Enterrés volontaires au cœur de l'Antarctique (réal. Djamel Tahi, 2008) et La Glace et le Ciel (réal. Luc Jacquet, 2015) utilisent des scènes tournées lors du 1er hivernage.